# Benton (Illinois)
Benton – miasto w Stanach Zjednoczonych, w stanie Illinois, siedziba administracyjna hrabstwa Franklin.